# Mary Roberts (femme de lettres)
Pour les articles homonymes, voir Mary Roberts.
Mary Roberts (1788-1864) est une femme de lettres britannique née le 18 mars 1788 à Londres où elle est morte le 13 janvier 1864.  

## Biographie
Mary Roberts naît le 18 mars 1788 à Homerton, un quartier de Londres, de Daniel Roberts, un marchand de Londres, et Ann Roberts, fille de Josiah Thompson, originaire de Nether Compton dans le Dorset. Son grand-père est le quaker botaniste, Thomas Lawson, et de son arrière-arrière-grand-père paternel est Daniel Roberts.
Le début de sa vie est mal connu, même si on sait qu'en 1790 Marie Roberts déménage avec ses parents à Painswick dans le Gloucestershire, où elle commence à écrire sur l'histoire naturelle.
Bien qu'elle soit née et ait grandi dans la Société religieuse des Amis, Mary Roberts la quitte après la mort de son père, quand elle s'installe avec sa mère à Brompton Square à Londres. Elle y meurt le 13 janvier 1864 et est inhumée dans le cimetière de Brompton.
Une confusion est parfois faite entre elle et une cousine du même nom, Mary Roberts, fille de Samuel Roberts (1763-1848) de Sheffield, auteure de Royal Exil, 1822

## Publications
Mary Roberts a écrit une quinzaine de livres, la plupart sur l'histoire naturelle et la campagne. 

### Histoire naturelle
- The Wonders of the Vegetable Kingdom displayed in a Series of Letters (1822) (2e édition. 1824)
- Annals of my Village, Being a Calendar of Nature for Every Month in the Year (1831)
- The conchologist's companion (1834)
- Sister Mary's Tales in Natural History (1834)
- The Seaside Companion, or Marine Natural History (1835)
- Wild Animals, their Nature, Habits, and Instincts, with Incidental Notices of the Regions they Inhabit (5e édition. 1836)
- Sketches of the animal and vegetable productions of America (1839)
- Flowers of the matin and even song; ou, de Thoughts for those who rise early (1845)
- Ruins and old trees associated with remarkable events in English history (184-?)
- Voices from the woodlands, descriptive of forest trees, ferns, mosses, and lichens (1850)
- A popular history of the Mollusca; comprising a familiar account of their classification, instincts and habits, and of the growth and distinguishing characters of their shells avec des planches en couleur gravées par W. Wing (1851)

### Autres
- Select Female Biography; comprising memoirs of eminent British ladies, derived from original and other authentic sources (1821)
- Sequel to an Unfinished Manuscript of H. Kirke White's, to illustrate the Contrast between the Christian's and the Infidel's Close of Life (1823)
- Domesticated Animals considered with reference to Civilisation and the Arts (1833)
- The Progress of Creation considered with reference to the Present Condition of the Earth, early, in prose and poetry'" (1845)

### Édité
Mary Roberts a également publié plusieurs ouvrages;
- An Account of Anne Jackson, with particulars concerning the Plague and Fire in London written by herself Anne Jackson (1832) (Marie de Gleva)
- The Present of a Mistress to a Young Servant, par Ann Taylor Ann Taylor (1851)